# Tiszaszentimre megállóhely
Tiszaszentimre megállóhely egy Jász-Nagykun-Szolnok vármegyei vasúti megállóhely, Tiszaszentimre településen, a MÁV üzemeltetésében. A megállóhely jegypénztár nélküli, nincs jegykiadás.
A településközpont keleti széle közelében létesült, közúti elérését a 3217-es útból kiágazó 32 321-es számú mellékút (települési nevén Kossuth utca) biztosítja.

## Vasútvonalak
Az állomást az alábbi vasútvonalak érintik:
- Karcag–Tiszafüred-vasútvonal

## Kapcsolódó állomások
A vasútállomáshoz az alábbi állomások vannak a legközelebb:
- Pusztakettős megállóhely (Karcag–Tiszafüred-vasútvonal)
- Tiszaszőlős vasútállomás (Karcag–Tiszafüred-vasútvonal)

## Forgalom
| Járat        | Útvonal | Gyakoriság                    |
| ------------ | --- | ----------------------------- |
| személyvonat | Karcag – Karcag-Vásártér – Berekfürdő – Kunmadaras (– Pusztakettős) – Tiszaszentimre – Tiszaszőlős – Tiszafüred-Gyártelep – Tiszafüred | Napi 2 pár, nyáron napi 4 pár |